# Inteligência em Pesquisa e Consultoria Estratégica
Inteligência em Pesquisa e Consultoria Estratégica, ou Ipec, é um instituto brasileiro de pesquisas de mercado e opinião fundado em janeiro de 2021.

## Histórico
O instituto foi fundado em janeiro de 2021 por Márcia Cavallari, ex-CEO do IBOPE, e outros membros que lá trabalhavam. O grupo IBOPE, fundado em 1942, foi vendido em 2014 para a inglesa Kantar, que dividiu o grupo em dois e passou adotar o nome de Kantar IBOPE Media, focado na medição de audiência de televisão; as demais operações de opinião, de mercado e de intenções de voto, pelo acordo, foram assumidas pela IBOPE Inteligência, que manteria o direito de uso do nome até o início do ano de 2021. Com o fim do direito de uso, os antigos integrantes da diretoria da empresa fundaram o Ipec, adotando métodos e nichos de mercado semelhantes aos já praticados pela antiga empresa. Dentre os sócios da nova empresa está Carlos Augusto Montenegro, um dos membros da família que controlava o IBOPE desde a década de 1970.

## Atuação
Iniciando operação com significativa parte dos profissionais e do participação de mercado do extinto IBOPE, o Ipec se notabilizou como um dos principais institutos de pesquisa de opinião do país. O instituto realizou diversas pesquisas de intenções de voto durante as eleições gerais no Brasil em 2022, sendo o único instituto a realizar pesquisas em todos os estados e no Distrito federal para os pleitos estaduais e federais.

### Notícias falsas nas eleições de 2022
Durante as eleições de 2022, o instituto foi objeto de diferentes notícias falsas que visavam descredibilizar os resultados de suas pesquisas que apontavam liderança do candidato Luiz Inácio Lula da Silva sobre o então presidente Jair Bolsonaro para as eleições presidenciais. Em agosto, circulou um vídeo deepfake que simulava a jornalista Renata Vasconcellos dando notícia suposta pesquisa do Ipec apontava liderança de Bolsonaro. No mesmo mês e durante algumas semanas, circulou notícia falsa alegando que o instituto teria o mesmo endereço do Instituto Lula, o que apontaria conluio entre os institutos para mostrar este candidato à frente nas pesquisas. A notícia foi inicialmente divulgada pelo bolsonarista Gustavo Gayer e amplamente desmentida, inclusive pelo próprio divulgador inicial, mas continuou circulando em outros canais posteriormente.